# Nyxem
Nyxem (znany też pod nazwami Kamasutra, Black-Mal, Mywife oraz CME-24) – robak komputerowy atakujący komputery z zainstalowanym systemem Windows 98, ME, NT, 2000, XP oraz Server 2003. Charakterystyczną jego cechą jest zaprogramowanie go tak, aby szczególną aktywność przejawiał trzeciego dnia każdego miesiąca. Został wykryty w styczniu 2006. Do początku lutego 2006 jego ofiarą padło około 750 tys. komputerów.

## Działanie
Robak edytuje wszystkie pliki na dyskach twardych z rozszerzeniami: .doc, .xls, .pdf, .zip oraz .ppt wymazując z nich wszystkie dane, a następnie pozostawia w ich miejsce jedynie krótki komunikat.

## Rozprzestrzenianie się
Robak rozprzestrzenia się, rozsyłając się do wszystkich adresów e-mail znalezionych na komputerze (m.in. w listach kontaktów programów pocztowych), oraz kopiując się do udostępnionych folderów sieci P2P.